# Paul Gauthier
Paul Gauthier (La Flèche, 30 de agosto de 1914 — Marselha, 25 de dezembro de 2002) foi um teólogo e humanista francês, precursor da Teologia da Libertação.
Em 1929 entrou num seminário em Dijon. Os primeiros anos da vida sacerdotal de Gauthier foram dedicados ao apostolado intelectual, inclusive escrevendo alguns roteiros de cinema. Em meados da década de 1940, manteve contato com o dominicano Jacques Loew, considerado o primeiro dentre os padres operários da França. Em 1954, ainda era um sacerdote em Dijon, quando pediu ao seu bispo, Guillaume-Marius Sembel, para deixar seu ministério ordinário de padre diocesano para se dedicar à evangelização dos pobres.
Depois disso, mudou-se para Nazaré, acompanhado por um grupo de jovens, onde, entre 1957 e 1958, fundou uma pequena família religiosa: "Os companheiros e as companheiras de Jesus carpinteiro". Naquele lugar, teve contato com a situação dos palestinos e dedicou-se à construção de casas para refugiados de guerra.
A partir de 1962 acompanhou o bispo greco-melquita George Hakim, durante sessões do Concílio Vaticano II, o que permitiu contato com teólogos como Yves-Marie Congar e Henri-Marie de Lubac. Durante uma dessas seções lançou um manifesto em favor de uma "Igreja dos Pobres", que tinha como base a constituição pastoral "Gaudium et spes". Esse documento é apontado por muitos estudiosos como a pedra fundamental da teologia da libertação. Em 1963, escreveu "Jésus, l'Eglise et les pauvres".
Em 1964, fundou, juntamente com o jornalista Ettore Masina, a Rede Radié Resch, que era uma associação de solidariedade internacional, assim denominada em homenagem a uma menina palestina que morreu de pneumonia em um casebre. Nesses anos manteve contato com Enrique Dussel.
Depois da Guerra dos Seis Dias (1967), emigrou primeiramente para o Líbano e depois para a América Latina, para se dedicar ainda mais em favor dos mais pobres. Depois disso, deixou o sacerdócio para se casar com Marie Thérèse Lacaze, que o apoiava desde os tempos de sua atuação na Palestina, e adotar duas crianças órfãs que conheceu em uma viagem para a Índia.
Era um admirador de Ignazio Silone, autor de "L’avventura di un povero cristiano", e do Papa Celestino V.
Leonardo Boff declarou que ele seria o "pai" da teologia da libertação.